# AKB Kousagi Doujou
AKB Kousagi Doujuou foi um programa semanal exibido pela TV Tokyo e apresentado por Terry Ito e pela girlband AKB48. Estreou em 7 de dezembro de 2012, substituindo o Shukan AKB e ficou no ar até 28 de março de 2014.
A cada semana, 9 integrantes como convidadas irão mostrar suas dúvidas, e cabe a Miichan e Terry Ito tentar arranjar uma luz sobre a dúvida.
O primeiro episódio (exibido em 7 de dezembro de 2012) foi um especial e contou com a "Soukantoku"  Minami Takahashi como convidada.

## Fim do Programa
Após 66 episódios, em 28 de março de 2014 foi ao ar o último programa, com um especial sobre sua apresentadora, Minami Minegishi. Será substituído por Kenkou Switch a partir de 4 de abril de 2014.